# دان هارمون
دان هارمون (انگلیسی: Dan Harmon؛ زادهٔ ۳ ژانویهٔ ۱۹۷۳) یک فیلم‌نامه‌نویس اهل ایالات متحده آمریکا است.

## اوايل زندگی
دانیل جیمز هارمون در میلواکی، ویسکانسین، در 3 ژانویه 1973 به دنیا آمد. او از دبیرستان براون دیر در براون دیر، ویسکانسین فارغ التحصیل شد و در دانشگاه مارکیت تحصیل کرد. او برای مدت کوتاهی در کالج اجتماعی گلندیل در گلندیل، کالیفرنیا شرکت کرد، تجربه‌ای که بعدها پایه و اساس جامعه کمدی وی را تشکیل داد.

## آثار
- خانه هیولا